# Ruston (Luisiana)
Ruston es una ciudad ubicada en la parroquia de Lincoln en el estado estadounidense de Luisiana. En el Censo de 2010 tenía una población de 21859 habitantes y una densidad poblacional de 403,53 personas por km².

## Geografía
Ruston se encuentra ubicada en las coordenadas 32°31′59″N 92°38′7″O / 32.53306, -92.63528. Según la Oficina del Censo de los Estados Unidos, Ruston tiene una superficie total de 54.17 km², de la cual 53.99 km² corresponden a tierra firme y (0.33%) 0.18 km² es agua.

## Demografía
Según el censo de 2010, había 21859 personas residiendo en Ruston. La densidad de población era de 403,53 hab./km². De los 21859 habitantes, Ruston estaba compuesto por el 52.32% blancos, el 42% eran afroamericanos, el 0.21% eran amerindios, el 3.16% eran asiáticos, el 0.03% eran isleños del Pacífico, el 1.06% eran de otras razas y el 1.23% pertenecían a dos o más razas. Del total de la población el 2.34% eran hispanos o latinos de cualquier raza.